# Соловьёв, Пётр Алексеевич (1825)
Пётр Алексеевич Соловьёв (1825—1898) — протоиерей Русской православной церкви, духовный писатель.

## Биография
Родился в 1825 году.
Учился в Санкт-Петербургской духовной семинарии. С 1848 по 1855 год находился в составе первой духовной русской миссии в Иерусалиме, потом был священником в Санкт-Петербурге: сначала в одной из церквей Малой Охты в Санкт-Петербурге; с 22 марта 1865 года — священник Покровского храма в Большой Коломне; протоиерей с 1881 года, настоятель — с 21 августа 1885 года.
Свои наблюдения над жизнью Востока он печатал в духовных журналах — «Странник», «Дух Христианина», «Духовная беседа», а также в «Семейных вечерах» и других журналах. Написал также «Христианские мученики на Востоке со времени завоевания Константинополя турками». Составленный им альбом памятников христианской древности в Палестине и Египте был издан Порфирием Успенским, как приложение к путешествию его по Египту и Синайскому полуострову. В «Русской старине» (1883) была напечатана его статья: «Встреча с Н. В. Гоголем в 1848 г.».
Умер 11 (23) сентября 1898 года. Похоронен на Никольском кладбище Александро-Невской лавры, вместе с женой, Еленой Яковлевной (ок. 1831 — 17.08.1897) и М. П. Любимовой.